# Cornelius a Lapide

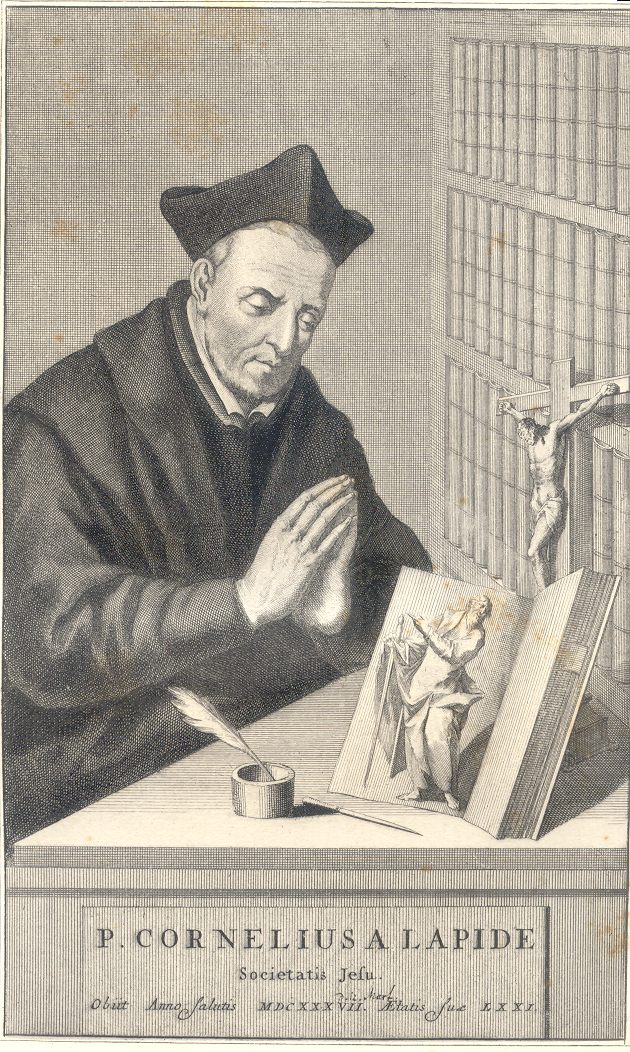
Cornelius a Lapide

Cornelius a Lapide, auch Cornelis Cornelissen van den Steen (* 8. Dezember 1567 in Bocholt bei Lüttich; † 12. März 1637 in Rom) war Jesuit und Professor für Exegese. Seine Schriften zur Bibelauslegung waren im 17. bis 19. Jahrhundert sehr verbreitet.

## Leben
Wie damals unter Gelehrten üblich, übertrug er seinen ursprünglichen – niederländischen – Namen Cornelis Cornelissen van den Steen (= von dem Stein oder vom Stein) ins Lateinische, wie er auch seine Schriften in Latein verfasste. Zwischen 1577 und 1584 besuchte er das Kölner Marzellengymnasium und studierte anschließend in Löwen.
1592 trat er dem Jesuitenorden bei. Von 1598 bis 1616 war er Professor für Exegese in Löwen, dann bis zu seinem Tode am Collegium Romanum in Rom. Zur gesamten Bibel (außer Psalmen und Job) verfasste er ausführliche Kommentare mit vielen Materialien. Er gilt als einer der fruchtbarsten Exegeten des Jesuitenordens. Die erste Sammelausgabe seiner Werke erschien 1681 in Antwerpen und umfasste zehn Foliobände. Seine Kommentare zur Bibel waren anscheinend im katholischen Klerus bis um 1900 die mit der weitesten Verbreitung. Allerdings soll die Qualität seiner Werke selbst nach Meinung katholischer Fachleute nicht ganz im Verhältnis zu ihrer weiten Verbreitung stehen.